# Couraçado

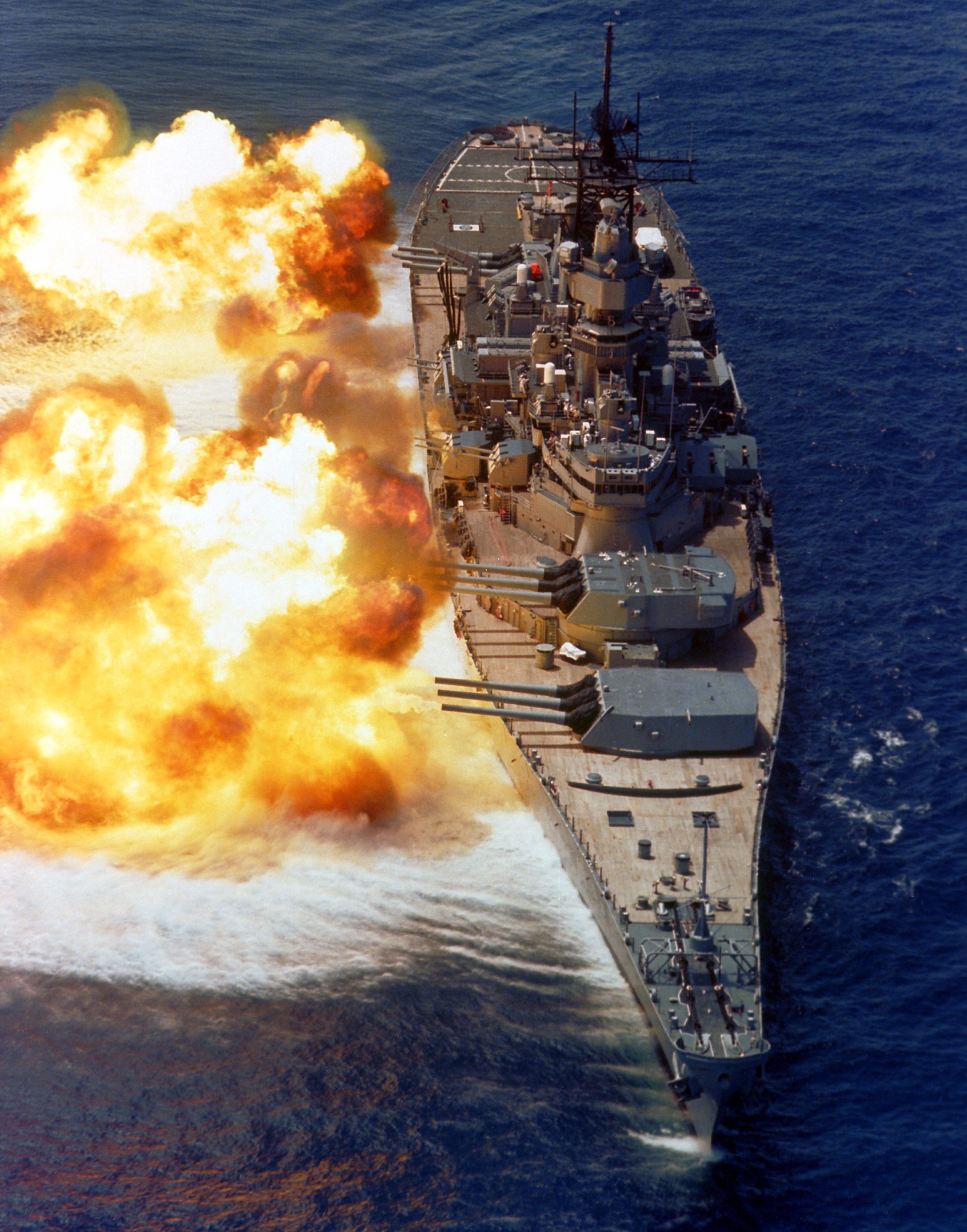
O poder de fogo de um couraçado, demonstrado pelo USS Iowa na década de 1980.

Um couraçado ou encouraçado é um navio de guerra pesadamente blindado e armado com as peças de artilharia de longo alcance e de maior calibre existentes. Normalmente, os couraçados eram maiores, mais armados e mais blindados que os cruzadores e contratorpedeiros.
O projeto dos couraçados evoluiu, continuamente, de modo a incorporar e adaptar os mais recentes avanços tecnológicos. 
Sendo considerados os herdeiros dos navios de linha à vela, do século XVIII, em alguns países, os grandes couraçados eram classificados como navio de linha (Alemão: Linienschiff) ou navio de batalha (Alemão: Schlachtschiff, Inglês: battleship, Italiano: nave da battaglia), ambos sendo abreviaturas do termo "navio de linha de batalha". 
O lançamento à água, em 1906, do HMS Dreadnought foi o início de uma revolução nos projetos de couraçados. Os tipos de couraçados subsequentes, projetados sob a inspiração daquele, passaram a ser conhecidos por "dreadnoughts".
Os couraçados eram um poderoso símbolo de domínio naval e de poder de uma nação. Durante décadas, os couraçados foram um fator determinante na estratégia diplomática e militar das potências que os possuíam. A corrida global às armas, em termos de construção de couraçados, foi uma das causas da Primeira Guerra Mundial, na qual se deu a Batalha da Jutlândia, um recontro entre as enormes frotas de couraçados britânica e alemã, considerado como a maior batalha naval da história. Os tratados internacionais de limitação de armamento naval, das décadas de 1920 e de 1930, limitaram o número de couraçados, mas não pararam com a sua evolução. Tanto os Aliados como as Potências do Eixo desenvolveram couraçados durante a Segunda Guerra Mundial.
Apesar de tudo, alguns historiadores e estrategas navais questionam o valor dos couraçados. A Batalha de Tsushima, entre as marinhas russa e japonesa, em 1905, foi o único confronto decisivo entre frotas de couraçados e um dos poucos ocorridos, para além da indecisiva Batalha da Jutlândia. Apesar dos seus enormes poder de fogo e proteção, os couraçados foram-se tornando, cada vez mais, vulneráveis a armas simples e baratas: inicialmente o torpedo e a mina marítima e, depois, a aeronave e o míssil. O aumento da distância de enfrentamento nos combates navais levou ao desenvolvimento do porta-aviões que substituiu o couraçado como o principal tipo de navio de linha, durante a Segunda Guerra Mundial. 
Durante a Guerra Fria, apenas a Marinha dos EUA manteve alguns dos seus couraçados em serviço, usando-os em missões de apoio de fogo contra alvos em terra. Os últimos couraçados dos EUA foram abatidos ao serviço em março de 2006.

## Navios de linha

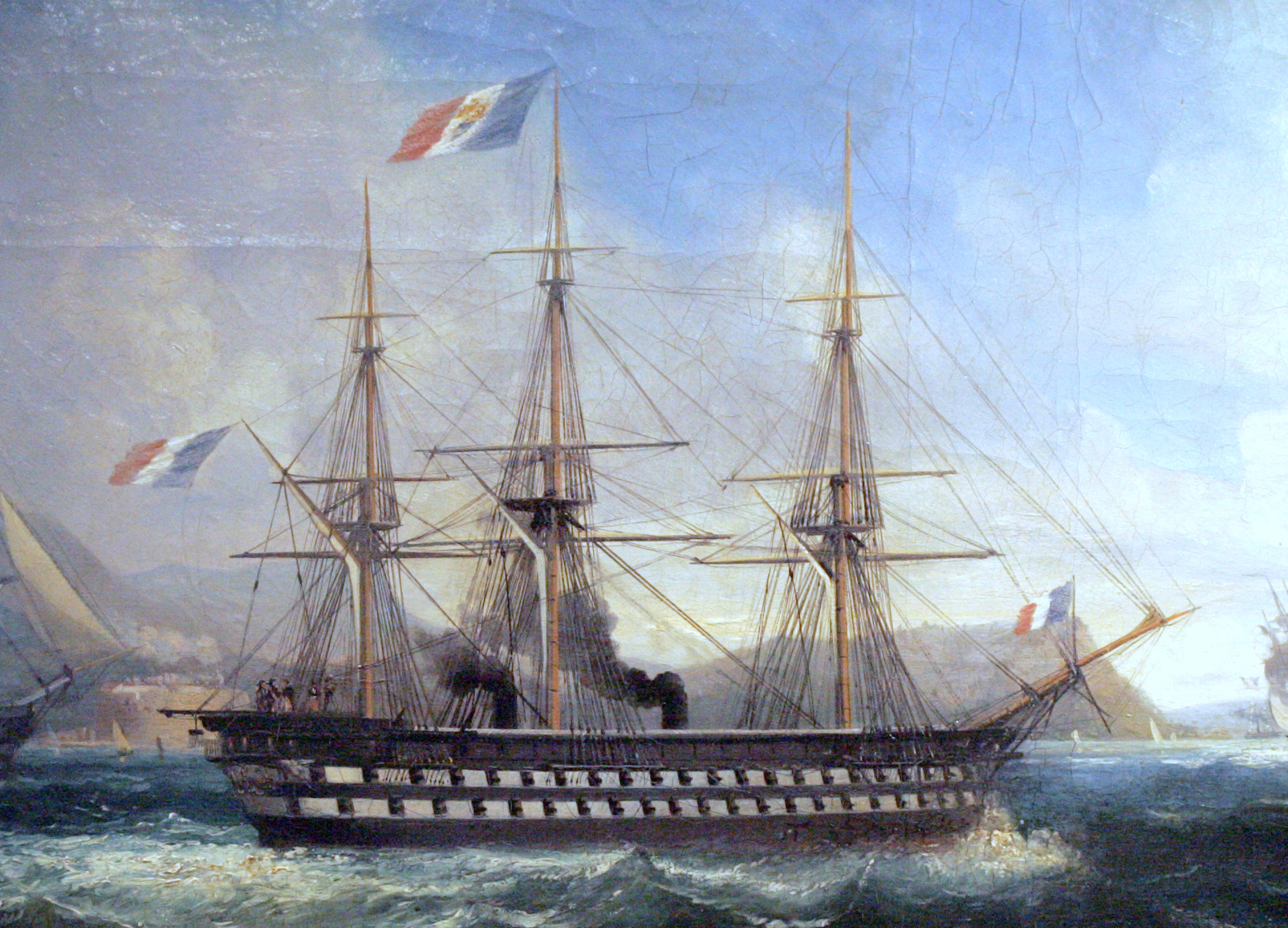
O navio de linha a vapor francês Le Napoléon - 1850.

Um navio de linha era um grande navio de guerra à vela, construído em madeira, não blindado, com duas ou três batarias cobertas, nas quais eram montadas entre 50 e 120 peças de artilharia. O navio de linha resultou de uma evolução gradual de um projeto básico com origem nas naus desenvolvidas pelos Portugueses no século XV. À parte do crescimento em tamanho, o navio de linha pouco mudou entre a adopção da tática de linha de batalha no início do século XVII e o final da marinha de guerra à vela, na década de 1830. No final do século XVIII, o termo completo "navio de linha de batalha" foi abreviado, em alguns países, para "navio de batalha".
O disparo de todas as peças laterais de um navio de linha à vela permitia-lhe afundar qualquer embarcação de madeira, esmagando-lhe o casco, destruindo os seus mastros e abatendo a sua tripulação. No entanto, o alcance eficaz das suas peças era de, apenas, algumas centenas de metros e as táticas de batalha dependiam, inteiramente, do vento.
A primeira grande mudança no conceito de navio de linha foi a introdução do vapor como um meio de propulsão auxiliar. A propulsão a vapor foi sendo, gradualmente, introduzida nas marinhas, durante a primeira metade do século XIX, inicialmente nas embarcações menores e, mais tarde, nas fragatas. A Marinha Francesa introduziu o vapor no navio de linha de 90 peças Le Napoleón, em 1850, o primeiro verdadeiro navio de linha a vapor. O Le Napoleón estava armado como um convencional navio de linha, mas as suas máquinas a vapor podiam dar-lhe uma velocidade de 12 nós, independentemente das condições do vento, uma vantagem potencialmente decisiva num enfrentamento naval. A introdução do vapor acelerou o crescimento, em tamanho, dos navios de linha. A França e o Reino Unido foram os dois únicos países a desenvolver esquadras de navios de linha a vapor em madeira. No entanto, alguns outros países, como a Rússia, o Império Otomano, a Suécia, o Reino de Nápoles, a Prússia, a Dinamarca e o Império Austro-Húngaro também dispuseram de alguns exemplares deste tipo de navio.

## Couraçados primitivos

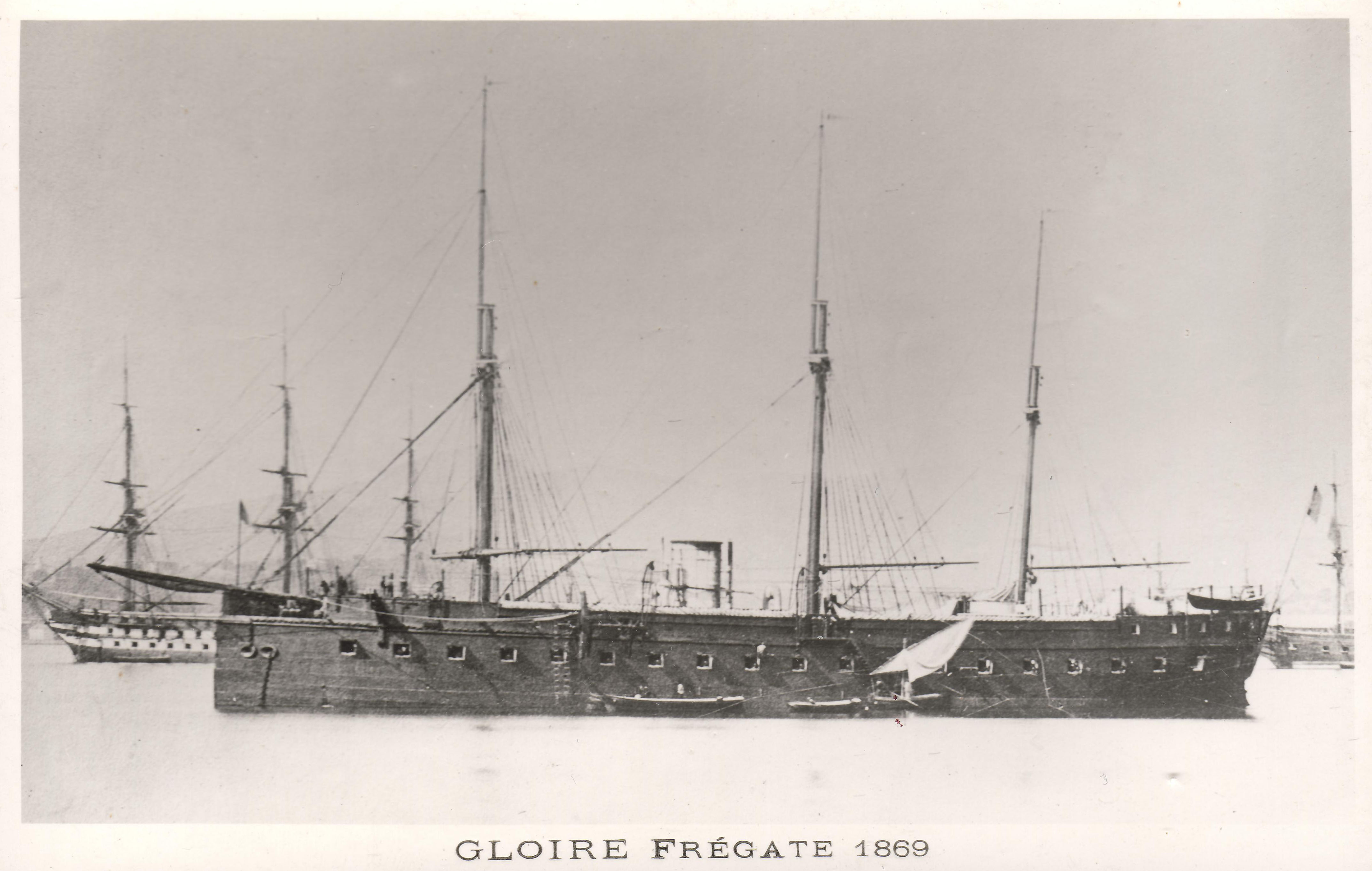
Couraçado francês La Gloire - 1858.

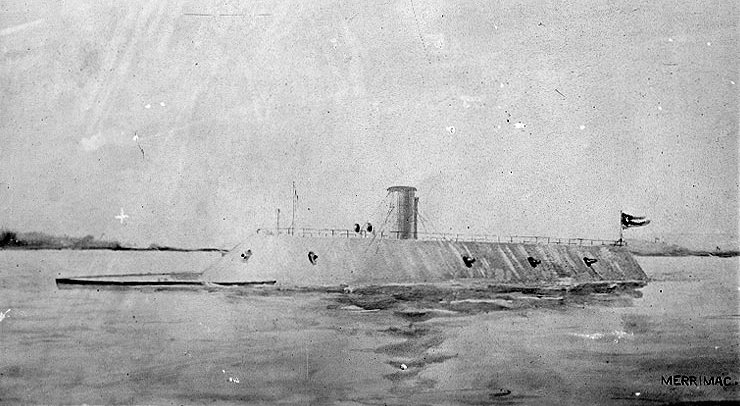
Couraçado de casamata confederado CSS Virginia - 1861.

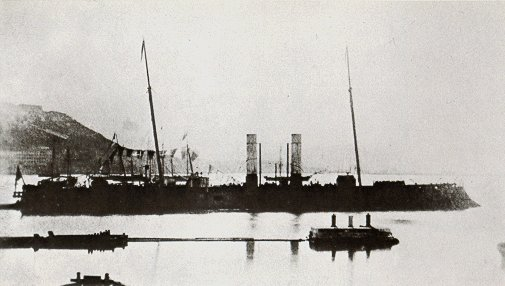
Couraçado de esporão italiano Affondatore - 1863.

Os primeiros navios couraçados eram navios convencionais de madeira protegida por placas de ferro. Por isso, são ocasionalmente referidos pelo termo inglês "ironclad" (literalmente "vestido de ferro"). O engenheiro francês Dupuy de Lome projetou o primeiro couraçado, o La Gloire, lançado em 1858. Este era um navio de casco de madeira, protegido por uma couraça de ferro, que foi prontamente imitado pelos Britânicos com a sua fragata couraçada HMS Warrior. A Warrior foi totalmente construída em ferro, o que permitiu que se instalassem anteparos estanques para isolar as zonas inundadas em caso de perfuração do casco.
A diferença entre os couraçados franceses e britânicos era o fato de os primeiros terem o casco blindado, enquanto os segundos apenas tinham a bataria e as caldeiras protegidas. Isto deu uma superioridade naval à França, ainda que por pouco tempo. Com a construção do HMS Achilles em 1863, o Reino Unido iniciou a construção de navios com o casco totalmente couraçado.
A necessidade de perfurar a blindagem fez com que os navios fossem armados com peças de artilhara de cada vez maior calibre. Em 1860, as peças mais potentes da Royal Navy eram as de 8 polegadas, que disparavam projeteis de 68 libras, mas quatro anos depois já eram utilizadas peças que disparavam projeteis de 300 libras. 
Na Guerra Civil Americana aparece, pela primeira vez, um navio couraçado no qual, as batarias de peças laterais são substituídas por uma torre rotativa com duas peças montadas, o USS Monitor. Este navio será um dos dois protagonistas do primeiro combate da história entre dois navios couraçados, ao enfrentar o CSS Virginia na Batalha de Hampton Roads em 1862. Este último era um navio confederado com um casco em madeira onde foi montada uma casamata blindada. O combate terminou num empate, em virtude de nenhum dos navios conseguir perfurar a blindagem do oponente. A engenharia naval da época retirou muito pouco deste combate, uma vez que ambos os navios eram ingovernáveis em alto mar. No entanto, a partir desse momento, várias nações iniciaram a construção de navios couraçados, principalmente com batarias laterais - como as do Virginia - semelhantes a qualquer navio convencional de madeira de até então. 
O único grande aproveitamento da Batalha de Hampton Roads foi a introdução do esporão como arma ofensiva, utilizada pelo Virginia para afundar a corveta USS Cumberland quando esta estava ancorada. Chegaram-se a construir navios cujo armamento principal era o esporão. Um exemplo destes era o couraçado italiano Affondatore, que estava dotado de um grande e forte esporão e armado com duas torres rotativas com peças de 250 mm. No entanto, durante a Batalha de Lissa em 1866 - na guerra contra a Áustria - o Affondatore não conseguiu afundar nenhum navio inimigo, comprovando-se que o esporão só era eficaz contra embarcações imóveis.
Os Britânicos desenvolveram couraçados de bataria central, que tinham a sua artilharia instalada nos bordos, ao centro do casco, protegida por uma forte blindagem. No entanto na fragata couraçada austríaca Erzherzog Ferdinand Max - que afundou, com o seu esporão, na Batalha de Lissa, a fragata couraçada italiana Re d'Itália imóvel por falha mecânica - alterou-se a forma tradicional da montagem da artilharia nos bordos laterais, colocando-se as peças principais na proa. Diversas marinhas do mundo, abandonaram a construção de couraçados de bataria central, trocando-a por navios de torre, monitores ou navios com casamatas nos bordos laterais.

## Monitores e couraçados de torre

Couraçado norte-americano USS Monitor - 1862.

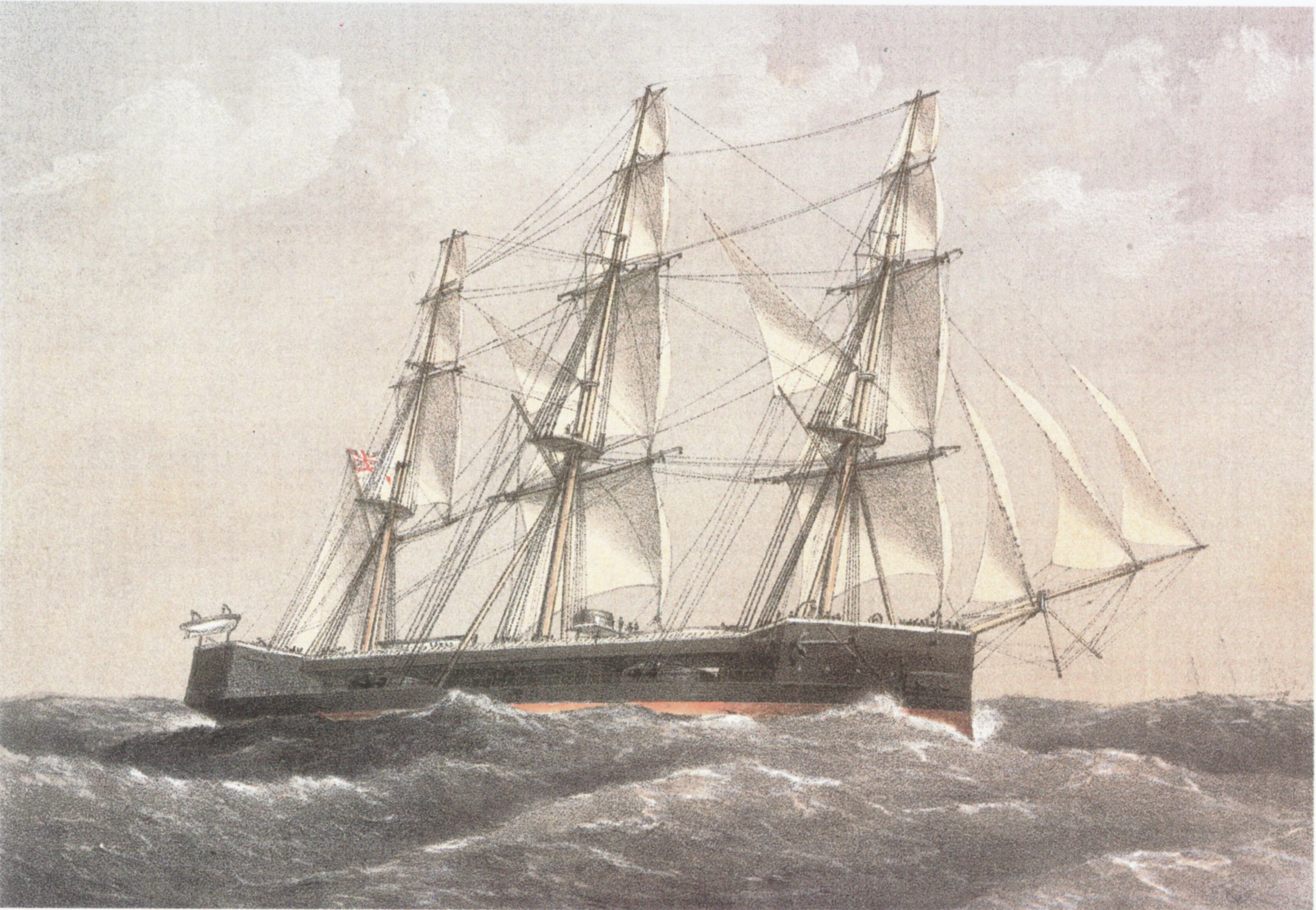
Couraçado de torre britânico HMS Captain - 1869.

Em 1859, o capitão de mar e guerra britânico Cowper Coles patenteou a sua ideia de uma torre rotativa, construindo para a Dinamarca o KMD Rolf Krake e adiantando-se, assim, ao engenheiro sueco Jan Ericsson que desenharia para os EUA, em setembro de 1861, o USS Monitor e outros navios do mesmo tipo. Posteriormente, em 1864, com base nas ideias de Coles, modificou-se o HMS Royal Sovereign de 3 150 t, construído em madeira, cuja artilharia, originalmente montada nos bordos laterais, foi substituída por quatro torres com cinco peças de 12,5 t de peso, que disparavam projeteis de 300 libras, montadas na linha central do navio.  
A torre proposta por Coles apareceu oportunamente, já que o peso das peças de artilharia aumentava rapidamente e, com ele, a dificuldade de as manejar. Os primeiros mecanismos eram simples: uma cremalheira circular engrenada com um pinhão acionado por manivelas, toda a estrutura rodando, tendo como pivô central e ancoragem à coberta um eixo sólido de 4 polegadas. Por sua vez, Ericsson usou, no Monitor, um cabrestante a vapor, atuando através de várias engrenagens até uma roda dentada fixa sobre o eixo central da torre.
O Monitor serviu de inspiração e deu a designação a um tipo de embarcações com as mesmas caraterísticas. Os monitores eram embarcações baixas, desenhadas para a navegação fluvial e costeira e não para o alto mar. Durante a Guerra Civil Americana foram construídas várias classes destes navios, inicialmente fluviais e costeiros, mas, no final da guerra foram lançados os monitores da Classe Miantonomoh, com capacidade de navegação oceânica. Os monitores desta classe não tinham mastros para não causarem obstáculos à sua artilharia, montada em duas torres rotativas, cada uma com peças Dahlgren de 15 polegadas. O USS Miantonomoh atravessou o Atlântico em 1866-1867 e o USS Monadnock circundou a América do Sul para atingir o porto de São Francisco na Califórnia.
Os primeiros navios de torre destinavam-se, também, à defesa costeira. No entanto, em 1863, foram construídos nos estaleiros ingleses de Lairds, os couraçados Tousson e Mounassir para os Estados Confederados da América, que logo foram embargados por pressão diplomática dos EUA e adquiridos pelo Reino Unido. Estes couraçados eram navios para navegação oceânica, ainda que os Britânicos os tenham empregues como batarias flutuantes. Foram rebatizados como HMS Scorpion e HMS Wivern, tendo um deslocamento de 2750 t, com duas torres rotativas, cada qual montando duas peças de 9 polegadas. O problema de projeto destes navios era o fato de as peças interferirem com os mastros. Ainda assim, foi este o projeto que Coles utilizou para desenhar o couraçado peruano Huáscar, o primeiro deste tipo para o alto mar, lançado em 1865.
Os Britânicos insistiam que os navios deveriam dispor de mastros, pois ainda desconfiavam da fiabilidade da propulsão a vapor. Assim, só em 1870 constroem o seu primeiro navio sem mastros, o HMS Devastation, um navio do tipo cidadela, já que combinava artilharia de torres de barbeta com casamatas, existindo uma comunicação entre as torres através de um túnel blindado sobre a coberta.
No entanto, Coles ambicionava um navio que apresentasse pouca visibilidade, como os monitores norte-americanos. Seguindo-se as suas ideias, é construído o HMS Captain. Este, no entanto, a flutuar apresentava um apreciável excesso de peso e uma imersão superior à calculada. A 6 de setembro de 1870 o Captain afundou-se com Coles a bordo e com toda a sua tripulação, abandonando-se, momentaneamente, a construção de navios de torre e concentrando-se nos de casamata.
Apesar disto, a Marinha Imperial do Brasil encomendou, a estaleiros ingleses, o Independência, o maior navio de torre até então construído, com 9 310 t de deslocamento, 14 nós de velocidade, duas torres montando, cada uma, duas peças de 12 polegadas e uma blindagem de entre 9 e 12 polegadas. Lançado em 1874, o navio foi apreendido pelos Britânicos e passou para a Royal Navy como HMS Neptune. A Dinamarca também construiu navios torre a partir de 1868, começando pelo Lindormen.

## Couraçados de bataria central

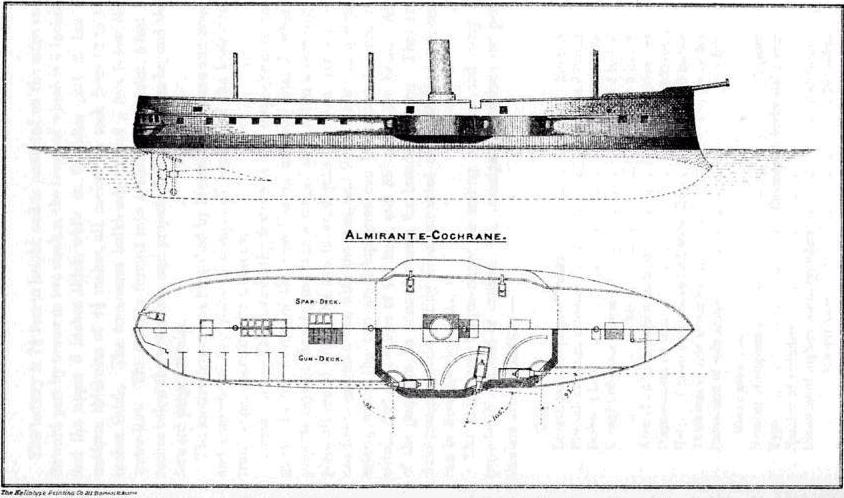
Esquema do couraçado de bataria central chileno Almirante Cochrane - 1874.

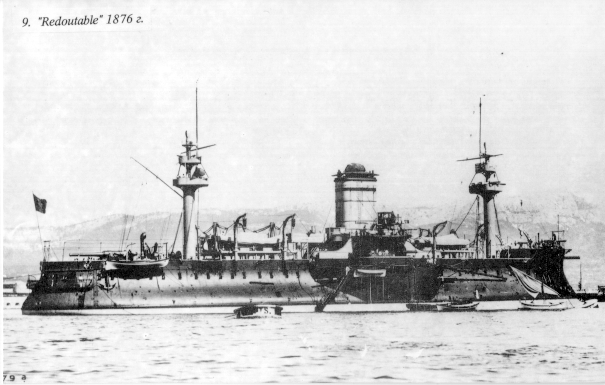
Couraçado de aço de bataria central francês Le Redoutable - 1876.

Os primeiros couraçados tinham a artilharia instalada nos seus bordos laterais, de uma forma semelhante aos antigos navios de madeira. Depressa, essa disposição da artilharia foi melhorada com a concentração das peças num reduto fortemente blindado no centro do navio, chamado de "bataria central".
A necessidade de municiar as pesadas peças, que não podia ser efetuada em navios com uma disposição normal da bataria central, levou à opção de as colocar em casamatas instaladas nos bordos laterais, criando uma versão melhorada dos navios de bataria central. Cada casamata dispunha de duas canhoneiras, uma voltada à proa e outra à popa, que permitiam apontar as peças, montadas em reparos giratórios, nessas direções. Assim, os navios deste tipo, dispunham de uma casamata a estibordo/boreste e outra a bombordo, cada uma com uma peça apontada à proa e outra à popa. O diretor das construções navais da da Royal Navy Edward James Reed era partidário desta opção, estando contra os navios de torre, apesar de ter desenhado vários destes. O seu principal argumento era a não interferência da artilharia disposta desta maneira com os mastros do navio.
Em 1868, a França constrói os primeiros navios de casamata da Classe Océan. Estes navios dispunham de duas torres em cada bordo lateral, cada uma montando uma peça a barbeta. Os Britânicos haviam construído o HMS Monarch, um navio de torre como opção de embarcação com artilharia pesada à proa, mas logo constroem, segundo os desenhos de Reed, o HMS Hercules, o HMS Sultan e mais outros navios com casamatas. Reed também desenha couraçados para a Áustria, Império Otomano e Chile, segundo o mesmo conceito.
Este tipo de navio de bataria central cai, depressa, na obsolescência. Quando a Argentina encomenda os seus primeiros couraçados, em 1873, os mesmos são construídos seguindo os desenhos de Coles, ou seja, são couraçados de torre para navegação oceânica. Em 1871, a Alemanha ordena a construção dos seus primeiros couraçados em estaleiros nacionais, para não depender de construtores estrangeiros. Estes primeiros navios são os da Classe Preussen, inicialmente idealizados como couraçados de casamata, mas logo transformados em navios de torre. A Alemanha já havia mandado construir, anteriormente, em estaleiros ingleses, a Classe Kaiser de couraçados de bataria central com casamata.
Os últimos navios com a artilharia principal montada em casamatas foram o francês Colbert em 1877 e o alemão Oldenburg em 1884. Nessa altura já existia uma confiança plena na propulsão a vapor, levando à construção de navios sem mastros, que permitiam a instalação de torres rotativas nas cobertas sem interferência daqueles no seu campo de tiro.
A partir de 1872 o aço começou a ser usado como material de construção. comparado com o ferro, o aço permite uma maior resistência estrutural para um peso inferior. A Marinha Francesa foi pioneira no uso do aço nos navios da sua esquadra, começando pelo Le Redoutable, lançado em 1876. Contudo, o Le Redoutable ainda não era completamente feito de aço, usando ainda ferro em parte da sua blindagem e do seu casco.
Apesar do Reino Unido ser, então, o líder mundial na produção de aço, a sua marinha foi lenta na sua adopção para os seus navios de guerra. Os Britânicos ainda usavam o processo Bessemer, que ainda produzia aço com demasiadas imperfeições para ser usado em larga escala em navios. A tecnologia francesa estava mais avançada, usando o processo Siemens-Martin, que já produzia aço adequado.

## Couraçados modernos

### Couraçados pré-dreadnoughts

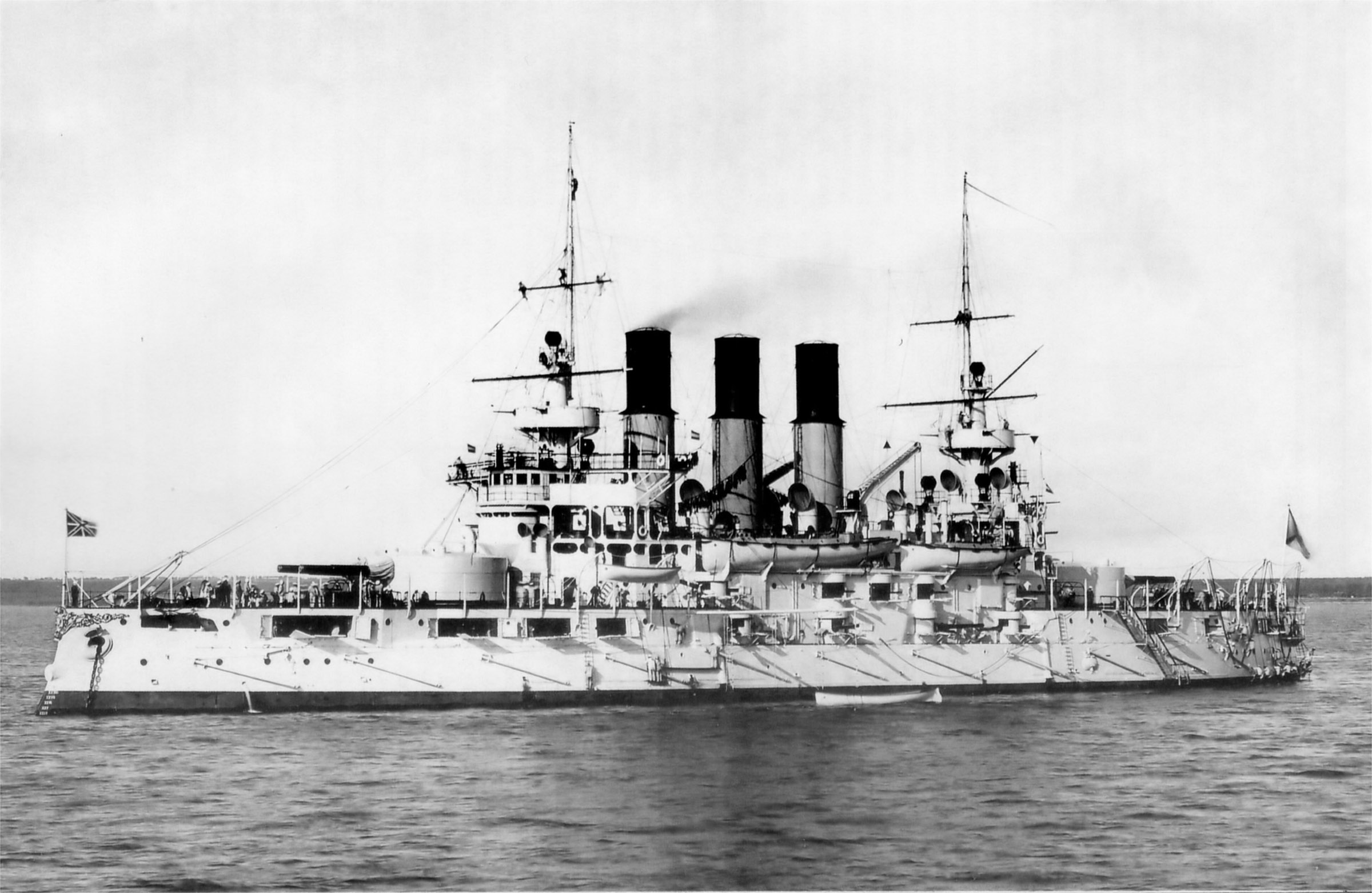
Couraçado pré-dreadnought russo Retvizan - 1900.

Enquanto se repetia o esquema do navio couraçado com propulsão a vapor instalada, mas que ainda mantinha um velame como os anteriores navios de madeira, a Itália revolucionou o conceito de couraçado com a construção, a partir de 1873, do Caio Duilio e do seu irmão gémeo Enrico Dandolo. Estes eram couraçados inteiramente metálicos e sem velas, com duas torres rotativas montando, cada uma, duas gigantescas peças de 450 mm, capazes de meter a pique qualquer navio, e com uma blindagem de 500 mm nos seus flancos, capaz de deter qualquer impacto de um projétil disparado por qualquer navio adversário existente na altura.
Todas as grandes potências navais da época se lançaram numa corrida ao armamento, com a construção de couraçados do novo estilo, com torres montando peças de 305 mm ou mais - normalmente com duas peças por torre - e com uma panóplia de peças de calibres mais reduzidos (280 mm, 152 mm, 120 mm e 76 mm) montadas em torres instaladas nos bordos do navio, tudo isto dando a este um aspeto de um castelo de metal flutuante. Nesta época, alguns couraçados já chegavam às 15 000 t de deslocamento.
A Batalha de Tsushima, em 1905, e os outros confrontos navais da Guerra Russo-Japonesa, questionaram seriamente a utilidade de todo esse armamento de calibre mais reduzido, ao verificar-se que as esquadras começavam a abrir fogo à distância máxima alcançada pelo seu armamento de maior calibre, sendo este a resolver o combate, na maioria das vezes.
Num artigo escrito em 1903, sobre o futuro da frota britânica, o engenheiro naval italiano Vittorio Cuniberti já havia defendido um modelo de couraçado armado, apenas, com peças de grande calibre. Era o conceito conhecido pelo navio de combate "all-big-gun" (literalmente: "só armas grandes"). Estes couraçados deveriam dispor de quatro ou cinco torres, cada uma montando duas ou três peças de grande calibre (305 mm ou mais), de modo que cada navio tivesse, no mínimo, oito peças daquelas. 
Seguindo o conceito "all-big-gun" e as ideias do almirante britânico John Arbuthnot Fisher, em 1906, é lançado um couraçado inovador, o HMS Dreadnought. Este navio foi um marco tão importante na história naval que todos os couraçados construídos a seguir, nele inspirados, que ficaram conhecidos por "dreadnoughts". Os couraçados construídos anteriormente passaram a ser conhecidos por "pré-dreadnoughts".

### Dreadnoughts

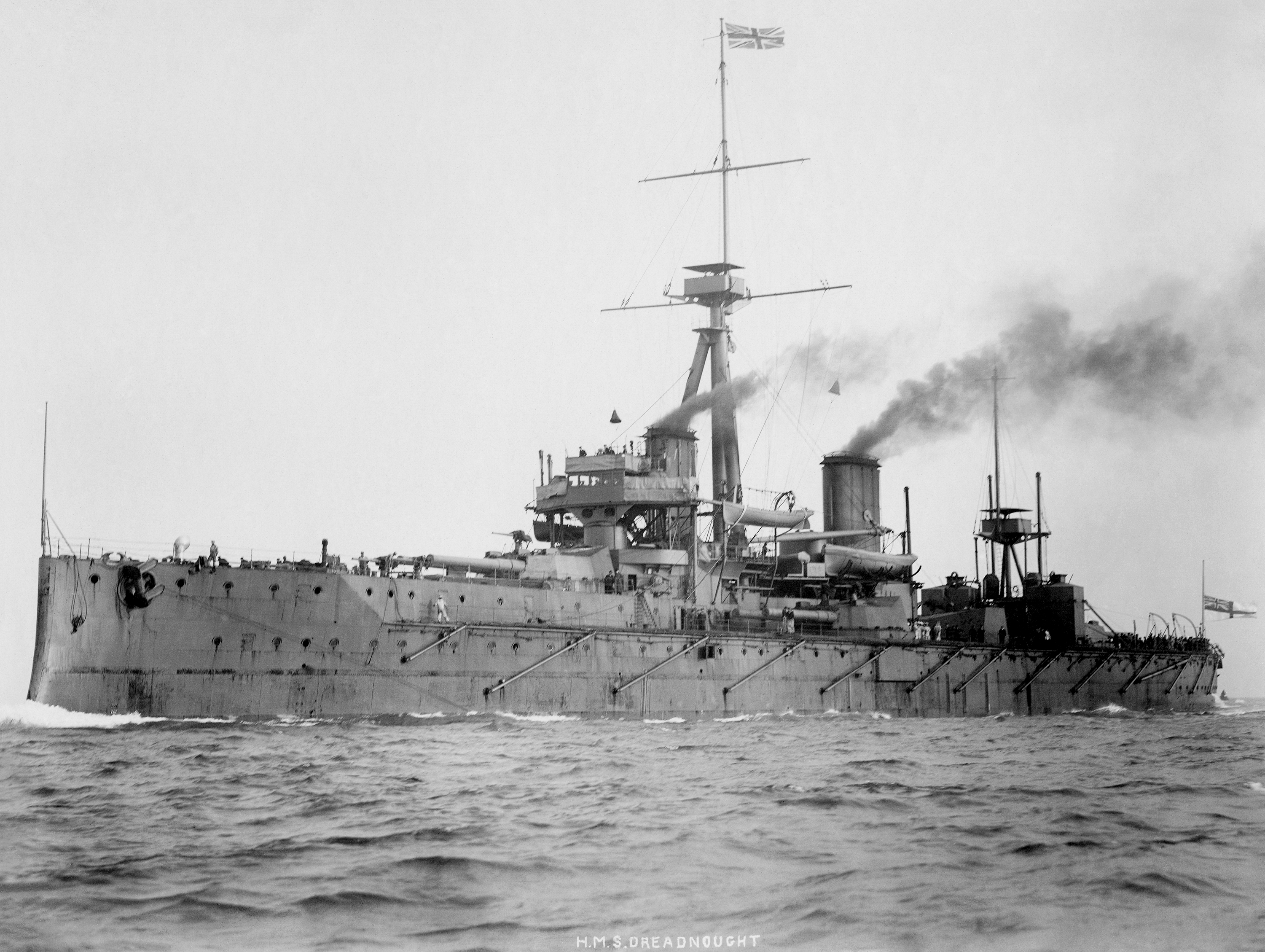
Couraçado britânico HMS Dreadnought - 1906.

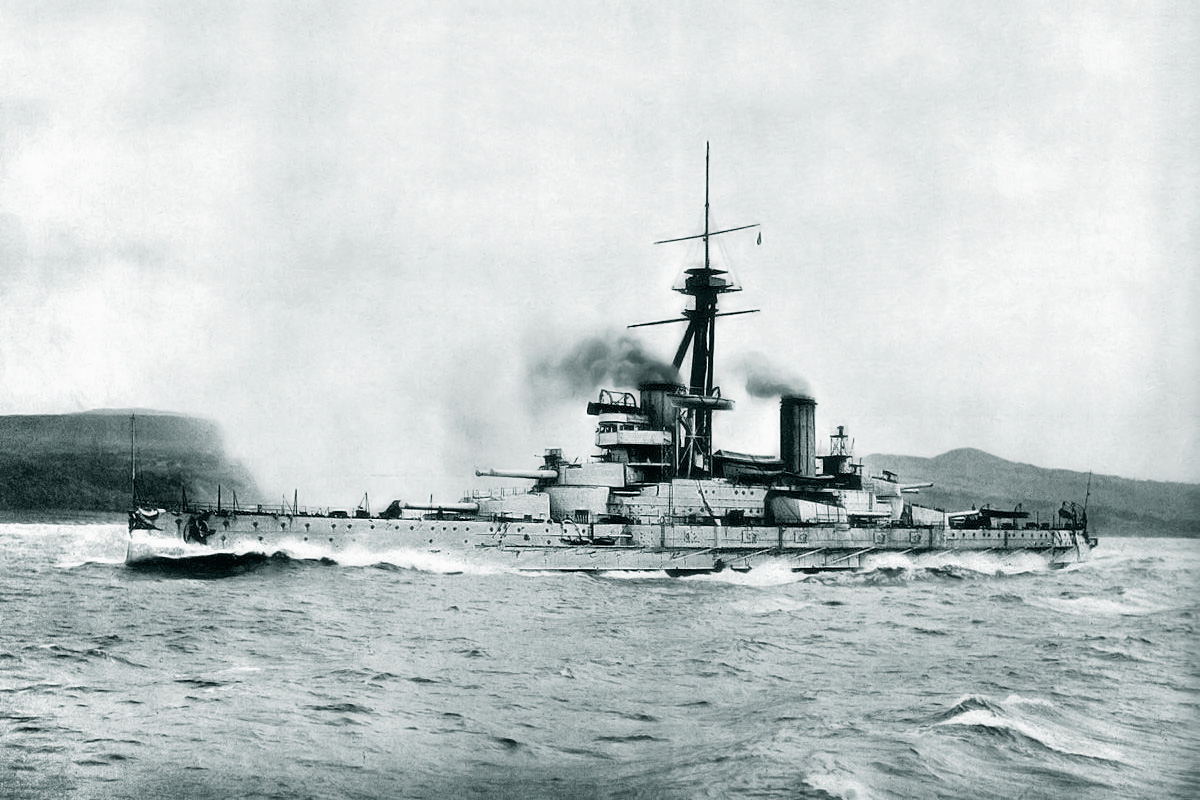
Couraçado dreadnought brasileiro - 1909.

Os dreadnoughts da Primeira Guerra Mundial dispunham, normalmente, de 10 a 12 peças principais cujo calibre atingiu os 343 mm e os 381 mm. Os couraçados alemães apenas dispunham de peças de 280 mm e 305 mm, uma vez que estas tinham tanta ou mais potências que as peças de maior calibre estrangeiras. Manteve-se o armamento secundário dos couraçados, mas com um calibre unificado nos 150 mm ou 152 mm. Tudo isto implicou que o deslocamento dos couraçados disparasse até às 25 000 t e que o seu comprimento atingisse os 200 m, levando aos navios conhecidos por "super-dreadnoghts", dos quais o pioneiro foi HMS Orion e os três restantes navios da mesma classe, lançados a partir de 1910. O crescimento dos calibres, durante a guerra, leva a que alguns couraçados atinjam as 30 000 t.
Durante a guerra também se começaram a empregar turbinas a gasóleo. Os Britânicos, por vezes, voltaram ao uso do carvão por temerem ficar isolados e sem combustível, mas na maioria das restantes marinhas o gasóleo impõe-se, permitindo uma maior autonomia e um maior rendimento dos couraçados. 
Na Primeira Guerra Mundial, o couraçado teve que fazer frente a uma ameaça que já vinha do final do século XIX mas que, então, voltava em força: o torpedo. Defendido dos torpedeiros através do recurso a escoltas de contratorpedeiros, a nova ameaça vinha, agora, dos submarinos e dos aviões torpedeiros. O couraçado nunca pôde ser blindado na sua totalidade. Era impossível blindar a parte submersa do navio e mantê-lo a flutuar, o que permitia ao torpedo atingi-lo debaixo de água, justamente no lugar onde o couraçado era mais vulnerável. Além disso, a força da explosão e a pressão da água poderia rebentar com o sistema de anteparas, inundando simultaneamente vários compartimentos, levando, muitas vezes o navio a voltar-se e a afundar-se. Foi por isso necessário o desenvolvimento de navios de escolta antissubmarino e a instalação de artilharia antiaérea nos couraçados.
No final de maio de 1916 as enormes frotas de couraçados britânica, a Grande Frota, e alemã, a Frota de Alto-Mar enfrentam-se na maior batalha naval de sempre, a Batalha da Jutlândia. Perante a superioridade do poder de fogo da frota britânica, a tática alemã baseou-se no ataque com torpedos, lançados por submarinos, contratorpedeiros e cruzadores, contra os couraçados na Marinha Real, obrigando-os a bater em retirada. A batalha resultou num empate. No entanto os ataques de torpedos causaram uma paranoia entres os Britânicos, convencendo-os da vulnerabilidade dos seus couraçados, fazendo com que a Marinha Real ordenasse à sua Grande Frota que retirasse do mar do Norte. Por sua vez a Frota de Alto-Mar alemã recolheu ao porto, durante o resto da guerra, deixando as operações de guerra naval, quase inteiramente, a cargo dos submarinos.
Nos couraçados desenvolvidos no período entreguerras, aperfeiçoou-se a proteção antitorpedo, colocando-se anteparos duplos entre o casco e as instalações interiores dos navios. Também se blindou a parede do anteparo mais interior para resistir à pressão da água. Dessa forma, um único impacto de torpedo não seria capaz de afundar um navio, mas dois ou mais já seriam letais. Em alguns projetos optou-se por soldar tubos ocos ou por construir compartimentos à volta da parte submersa, para amortecer o impacto de um torpedo. No entanto, todas essas proteções não evitaram que o couraçado começasse a ser visto como um conceito obsoleto de um navio muito caro que podia ser destruído, com relativa facilidade, por armas baratas.

### Couraçados na Segunda Guerra Mundial

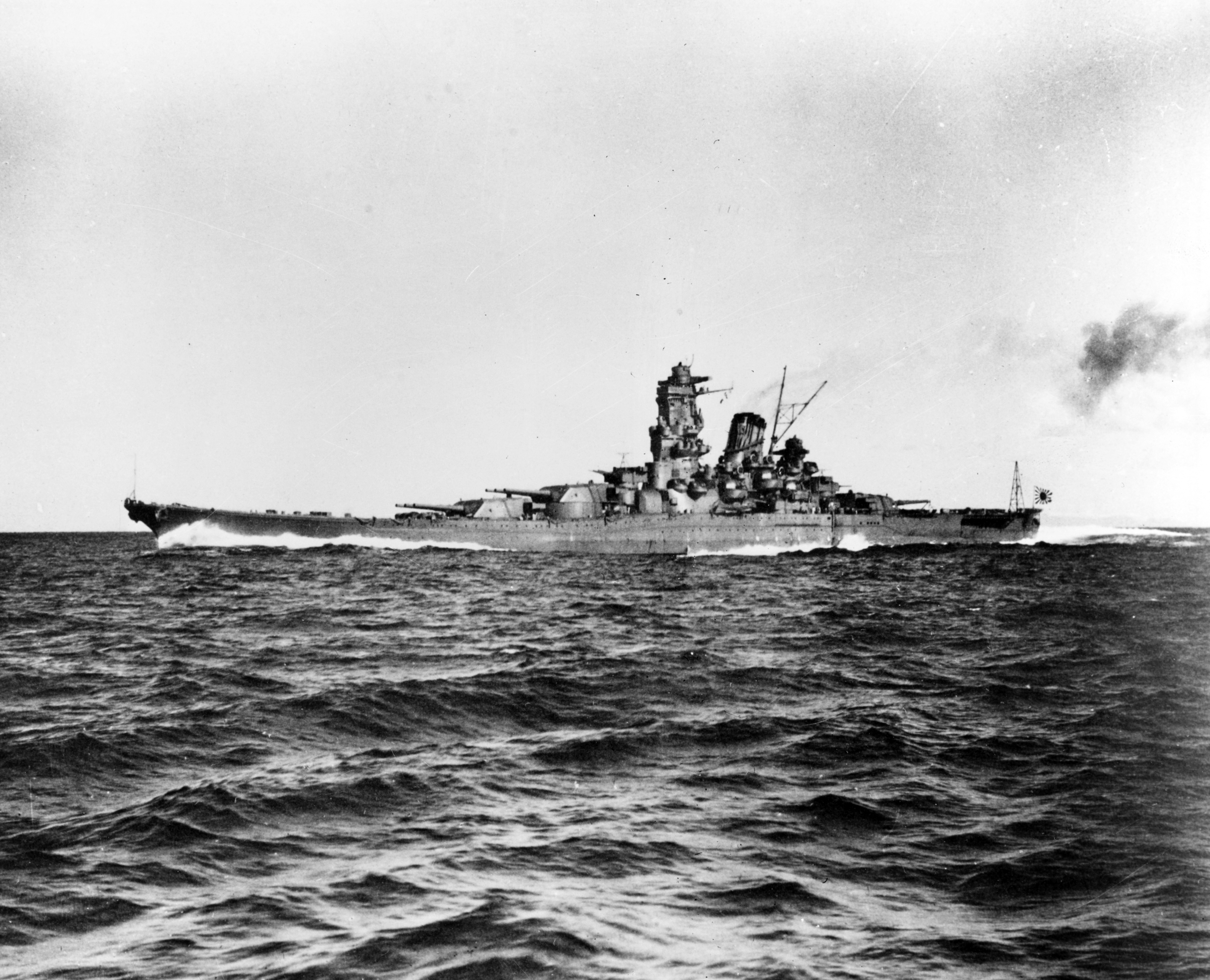
Couraçado japonês Yamato - 1940.

Na Segunda Guerra Mundial o couraçado estava à beira da obsolescência, ainda que muitos se negassem a crê-lo. A Alemanha encaminho a sua estratégia naval no sentido do desenvolvimento de pesados couraçados, entre os quais se destacou o Bismarck com um deslocamento de mais de 50 000 t e armado com oito peças de 381 mm, com um calibre superior a qualquer arma naval adversária. A letalidade desta plataforma de armas confirmou-se na Batalha do Estreito da Dinamarca, quando, em apenas seis minutos de combate, afundou o enorme cruzador de batalha HMS Hood.
O Ataque a Pearl Harbor marcou, definitivamente, o final do conceito de couraçado, defendido pelos próprios atacantes. Como exemplo deste paradoxo, o Japão chegou a construir couraçados de mais de 60 000 t com peças de até 460 mm, procurando, por todos os meios, aumentar a proteção e poder destes navios. Em 1940, os Japoneses lançam o maior couraçado da história, o Yamato e o seu irmão gémeo, o Musashi, ambos com 70 000 t de deslocamento e armados com nove peças de 460 mm capazes de disparar um projétil de 1 t a 40 quilómetros de distância e protegidos com uma blindagem de 400 mm. O Musashi foi afundado por um ataque aéreo maciço em outubro de 1944. O Yamato foi afundado em abril de 1945 por um ataque de aviões torpedeiros, a partir de porta-aviões situados a centenas de milhas de distância.

### Couraçados depois da Segunda Guerra Mundial

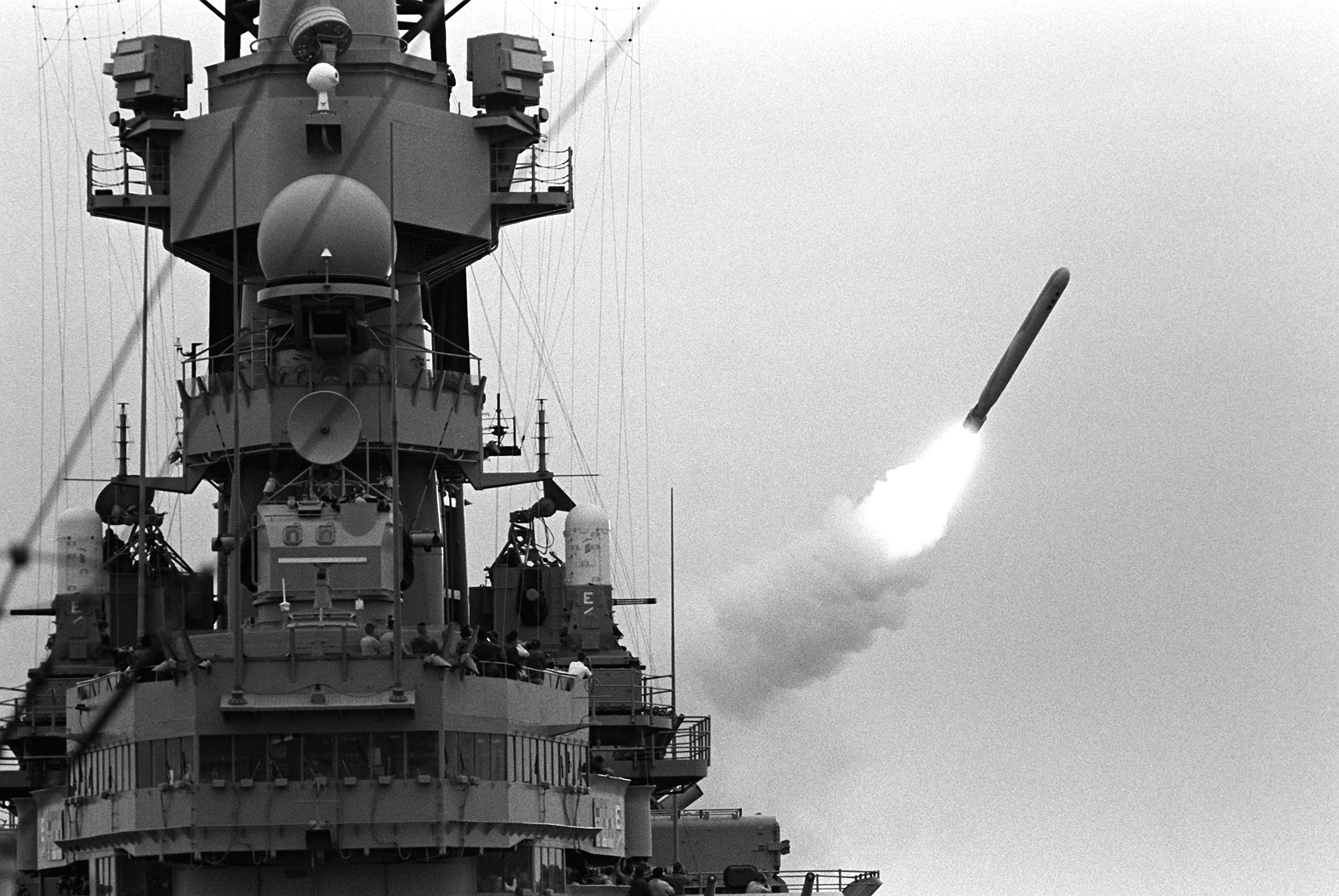
Lançamento de um míssil Tomahawk pelo USS Missouri em 1991.

Depois da Segunda Guerra Mundial, as marinhas que ainda mantinham couraçados desfizeram-se da grande maioria deles, poucos chegando até ao final da década de 1950. Os couraçados USS Arkansas e o japonês Nagato foram afundados em testes de armas nucleares logo em 1946. Os franceses Lorraine, Richelieu e Jean Bart foram demolidos, respectivamente, em 1954, 1968 e 1970. O couraçado italiano Giulio Cesare foi tomado pelos Soviéticos, como reparação de guerra e rebatizado como Novorossiysk, afundando-se vítima duma mina no Mar Negro, em 1955. Os italianos Andrea Doria e Duilio foram demolidos em 1956. Os couraçados britânicos da Classe King George V foram desmontados em 1957 e o HMS Vanguard em 1960. Os britânicos já se tinham desfeito dos seus restantes couraçados até 1949. Os soviéticos Volkhov, Oktyabrskaya Revolutsiya e Sevastopol foram desmontados, respetivamente, em 1953, 1957 e 1956. O couraçado brasileiro São Paulo afundou-se no Atlântico, a caminho da demolição, em 1951 e o seu irmão gémeo Minas Gerais foi demolido em 1953. A Argentina manteve os seus couraçados ARA Rivadavia e ARA Moreno até 1956 e o Chile manteve o seu couraçado Almirante Latorre até 1959. A Suécia manteve o seu couraçado de defesa costeira HMS Gustav V até 1970. Os três antigos couraçados alemães Schleswig-Holstein, Schlesien e Hessen foram tomados pelos soviéticos e usados como alvos, sendo destruídos entre 1952 e 1960.
A única marinha a manter couraçados no serviço ativo, até à década de 1990, foi a dos EUA. Os couraçados norte-americanos da Classe Iowa continuaram a ser usados como apoio de fogo contra alvos em terra. Os Corpo de Fuzileiros Navais dos Estados Unidos consideravam o apoio de fogo fornecido por um navio muito mais fiável e mais económico que um ataque aéreo. O radar e o controlo de tiro por computador permitiam a designação do alvo com uma grande vantagem em termos de precisão. A Marinha dos EUA volta a colocar em serviço ativo os quatro couraçados da Classe Iowa durante a Guerra da Coreia e, apenas, o USS New Jersey durante a Guerra do Vietname. Os navios são principalmente utilizados para bombardeamentos costeiros. O New Jersey disparou sete vezes mais granadas contra alvos em terra durante a Guerra do Vietname do que durante a Segunda Guerra Mundial.
Durante a década de 1980, os quatro Iowa são colocados, de novo, em serviço ativo, por um lado decorrente da vontade do secretário da Marinha dos EUA John Lehman de construir uma "marinha de 600 navios" e, por outro lado, devido ao lançamento do novo cruzador de batalha soviético Kirov. Por várias ocasiões, estes couraçados desempenham funções de apoio aos grupos de combate de porta-aviões ou lideram os seus próprios grupos de combate. Os navios são modernizados com a instalação de mísseis de cruzeiro Tomahawk. O New Jersey bombardeia o Líbano em 1983 e 1984. 
Na Guerra do Golfo, em 1991, o USS Missouri e o USS Wisconsin bombardeiam alvos em terra, tanto com as suas peças de 406 mm como com os seus mísseis superfície-superfície. O Wisconsin serve de posto de comando da força de mísseis Tomahawk, dirigindo as sequências de lançamento que marcam o início da Operação Tempestade no Deserto e, ele próprio, disparando quatro mísseis nos primeiros dias da campanha. Tratou-se da última missão de guerra desempenhada por um couraçado. Durante a Guerra do Golfo, a principal ameaça contra os couraçados era representada pelas batarias de mísseis superfície-superfície iraquianas, baseadas em terra. Contra o Missouri são disparados dois mísseis Silkworm, um deles falhando o alvo e o outro sendo abatido.
Os quatro Iowa são retirados do serviço ativo no início da década de 1990, altura em que são os últimos couraçados em serviço do mundo. O New Jersey e o Missouri são definitivamente retirados do serviço. O Iowa e o Wisconsin são mantidos em reserva, em estado de poderem ser, rapidamente, colocados em serviço ativo, até 2006. A 17 de março de 2006 os dois últimos couraçados do mundo foram também, definitivamente, retirados do serviço.